# Undercover (Fernsehsendung)
Undercover ist der Titel einer österreichischen Comedy-Sendung, die für die Programmschiene Donnerstag Nacht auf ORF 1 produziert wurde. Sie wurde 2004 gedreht und erstmals im Jänner 2005 ausgestrahlt. Seit Ende der ersten Staffel wurden keine Folgen der Sendung mehr produziert.
Jede Sendung schlüpfen die Protagonisten (gespielt von Robert Palfrader und Angelika Niedetzky) in die Rolle zweier Personen und geben vor eine Doku-Soap über ihren Alltag für den Österreichischen Rundfunk (ORF) drehen zu wollen. Unter diesem Vorwand haben sie mit unwissenden Personen, die ebenfalls bei der Doku mitwirken sollen, zu tun.
Im Frühjahr 2008 und im Dezember 2021 wiederholte der Sender ORF 1 die Folgen der Sendung.
Im Jänner 2011 wurden fünf Folgen von 3sat ausgestrahlt.